# Авзали
Авзали (Афзали; тадж. Авзалӣ) — село в Кушониёнском районе Хатлонской области Республики Таджикистан. Подчинен джамоату посёлка Бохтариён.
Находится на расстоянии 18 км от райцентра (пгт. им. Исмоила Сомони) и 3 км до посёлка Бохтариён.
Население — 664 чел. (2017).